# God's Country
Pour plus de détails, voir Fiche technique et Distribution.
God's Country est un documentaire américain réalisé par Louis Malle en 1986.

## Synopsis
1979, Louis Malle arrive un samedi, jour de fête, à Glencoe dans le Minnesota. Il passe les jours suivants dans la petite ville blanche, croyante et conservatrice, à interviewer ses habitants, agriculteurs en grand nombre. Certains habitants l'invitent chez eux, lui font découvrir leurs intérieurs, lui parlent des valeurs qui régissent la communauté. Louis Malle y retourne en 1985 pour retrouver les protagonistes qu'il a filmés six ans plus tôt. Le climat est morose, beaucoup ont voté pour Ronald Reagan, mais ne se reconnaissent pas dans la politique économique qu'il mène à Washington...

## Fiche technique
- Titre : God's Country ou Le Pays de Dieu
- Réalisation : Louis Malle
- Production : Vincent Malle
- Photographie : Louis Malle et Charlie Clifton
- Montage : James Bruce
- Pays d'origine : États-Unis
- Tournage : 1979 et 1985 à Glencoe (Minnesota)
- Format : Couleurs
- Genre : Documentaire
- Durée : 88 minutes
- Date de sortie : 1986

## Distribution
- Louis Malle : narrateur
- Des habitants de Glencoe